# Susquehannock

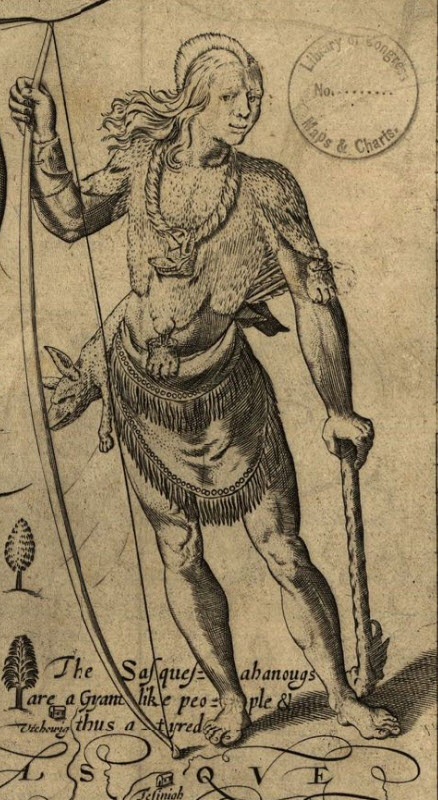
Een Conestoga man op de kaart van Virginia van John Smith (1624). Eronder staat: 'De Susquehannocks zijn een volk van reuzen en zo gekleed.'

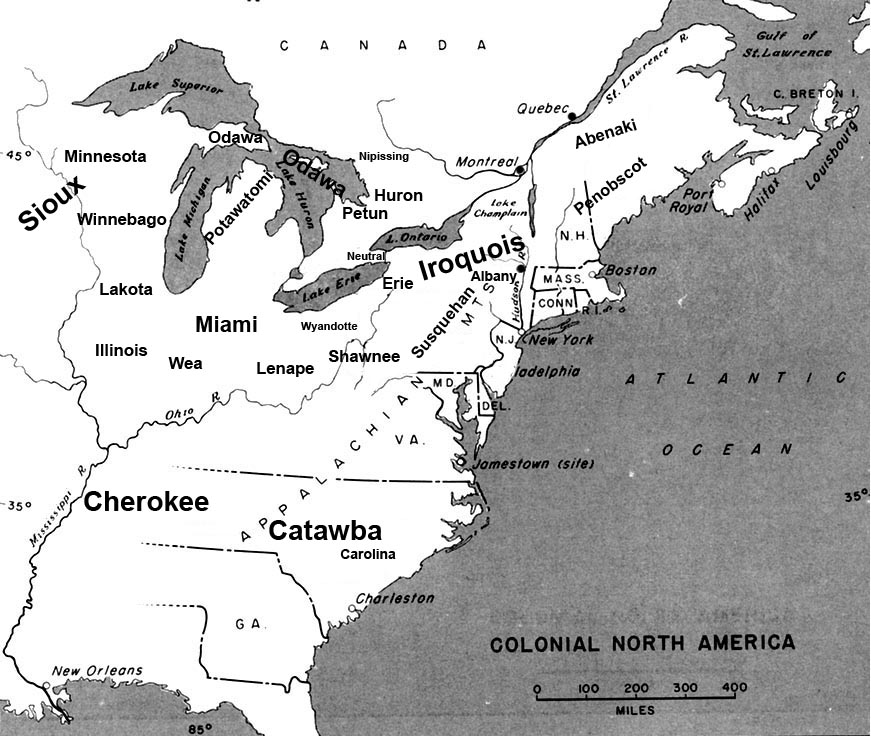
De centraal gelegen locatie van de Conestaga in Pennsylvania tijdens de Beaver Wars met omliggende volkeren, rond 1648-1650

De Susquehannock of Conestoga waren Irokees-sprekende inheemse Amerikanen, die leefden bij de Susquehanna rivier en haar zijrivieren van New York, Oost en Centraal-Pennsylvania tot Maryland. Ze woonden ook in het noorden van West Virginia en delen van zuidwest Pennsylvania.
De Conestaga samenleving was een confederatie van twintig kleinere stammen, die in de steden langs de Susquehanna rivier woonden.

## Naam
De Huron noemden hen de Andastoerrhonon, de Fransen Andaste. Hun vijand, de Lenape/Delaware, noemden hen Sisawehak Hanna Len (oesterrivier volk), Mengwe (zonder penis) en Miqui (vreemd, anders). De Nederlanders en Zweden noemden hen daarom Minquas. De Powhatan-sprekende volken van de kust van Virginia noemden hen Sasquesahanough. De Engelsen van Maryland en Virginia kwamen zo op Susquehannock. De Engelsen van Pennsylvania noemden hen in de 18e eeuw Conestoga, naar Conestoga Town (Quanestaqua), een van hun overgebleven steden. Kanastoge was een Irokese term.

## Geschiedenis
De Conestaga zouden oorspronkelijk van een grote riviervallei in het westen zijn gekomen. 
John Smith ontmoette hen voor het eerst in 1608 bij Chesapeake Bay en gaf een beschrijving in zijn dagboek: 'Ze maten het kuitbeen van de langste man en kwamen op drie kwart yard uit [69 cm] en zijn hele been was daarmee in verhouding; daarom was hij de statigste en beste man die ze ooit zagen. Zijn pijlen waren vijf kwart [yard, 114 cm], met punten van splinters van een witte steen als kristal (..) Zij zijn het vreemdste volk van die landen, zowel in taal als kleding; want hun taal, passend bij hun proporties, galmt als het ware als een luide stem in een kelder of een grot, als een echo.' Op zijn landkaart noemde hij hen reuzen. 
John Smith noemde als hun hoofdsteden Attock, Quadroque, Tesinigh en Utehowig. 
In 1600 zou hun bevolking nog uit 5000 tot 7000 mensen hebben bestaan. De binnenlandse Conestoga verbonden zich met Nederlandse en Zweedse handelaren en kwamen door het ruilen van beverhuiden in het bezit van vuurwapens, waarmee ze hun tegenstanders, de Lenape een stap voor waren.
In het midden van de jaren zeventig van de 17e eeuw was er een snelle bevolkingsafname, waarschijnlijk door infectieziekten als de pokken. In 1678 werden ze overweldigd door de 'Haudenosaunee Confederatie'. Mogelijk ontkwamen er Conestoga naar het westen, maar in 1700 waren er in de Susquehanna vallei nog slechts 300 mensen, naast een andere overgebleven groep in Conestoga, Pennsylvania. De Conestoga in Conestoga Town werden in 1763 vóór de Amerikaanse Revolutie uitgemoord door de Paxton Boys, omdat ze volgens geruchten de Pontiac's War zouden steunen.